# Soslán Andíyev
Soslán Petróvich Andíyev (en ruso: Сослан Петрович Андиев; en osetio: Андиаты Петры фырт Сослан; Vladikavkaz, Unión Soviética, 21 de abril de 1952-Moscú, 22 de noviembre de 2018) fue un deportista soviético especialista en lucha libre olímpica donde llegó a ser campeón olímpico en Montreal 1976 y en Moscú 1980.

## Carrera deportiva
En los Juegos Olímpicos de 1976 celebrados en Montreal ganó la medalla de oro en lucha libre olímpica de pesos de más de 100 kg, por delante del luchador húngaro József Balla (plata) y del rumano Ladislau Şimon (bronce). Cuatro años después, en las Olimpiadas de Moscú 1980 volvió a ocupar el primer puesto en la misma modalidad.